# Sidanegara (Kaligondang)
Sidanegara is een bestuurslaag in het regentschap Purbalingga van de provincie Midden-Java, Indonesië. Sidanegara telt 2602 inwoners (volkstelling 2010).